# 近江冨士初太郎
近江冨士 初太郎（おうみふじ はつたろう、1881年2月2日 - 1940年10月30日）は、現在の滋賀県彦根市出身で枝川部屋、出羽海部屋に所属した力士。本名は徳田 初次郎（とくだ はつじろう）。身長173cm、体重90kg。最高位は西小結。得意技は右四つ、下手投げ。

## 経歴
初め大阪相撲の枝川部屋に入り、のちに上京し出羽ノ海部屋に入門し、1903年1月場所に三段目格で土俵に上がる。1907年に横綱・常陸山谷右エ門の外遊に同行するなど常陸山の信頼を得た。翌1908年1月場所は新十両だったが、全休し1場所で幕下に落ちた。1910年6月場所に入幕し、1912年1月場所には7勝1分で優勝旗手になり、1913年5月に横綱梅ヶ谷に勝ち、翌1914年1月場所には小結に昇進した。1917年1月場所限りで廃業。廃業後は朝鮮に渡った。

## 主な成績
- 通算成績：63勝70敗19休7分1預[1] 勝率.474
- 幕内成績：52勝62敗19休7分 勝率.456
- 現役在位：29場所
- 幕内在位：14場所
- 三役在位：1場所（小結1場所）
- 金星：1個（梅ヶ谷（2代）1個）

### 場所別成績
| 1903年 （明治36年） | 三段目 –                          | 東三段目30枚目 –              |
| 1904年 （明治37年） | 東幕下49枚目 –                    | 東幕下24枚目 0–1 （対十両戦） |
| 1905年 （明治38年） | 東幕下6枚目 –                     | 西幕下19枚目 0–1 （対十両戦） |
| 1906年 （明治39年） | 東幕下26枚目 –                    | 西幕下10枚目 –                |
| 1907年 （明治40年） | 西幕下14枚目 0–0 1分 （対十両戦） | 西幕下5枚目 3–0 （対十両戦）  |
| 1908年 （明治41年） | 西十両6枚目 0–0                   | 東幕下7枚目 1–0 （対十両戦）  |
| 1909年 （明治42年） | 東十両9枚目 3–4                   | 東十両7枚目 3–1 1預           |
| 1910年 （明治43年） | 西十両2枚目 5–3                   | 東前頭16枚目 4–5 1引分        |
| 1911年 （明治44年） | 東前頭14枚目 4–3–1 2引分          | 東前頭12枚目 4–4–1 1引分      |
| 1912年 （明治45年） | 西前頭13枚目 7–2 1引分 旗手       | 東前頭4枚目 3–6 1引分         |
| 1913年 （大正2年） | 東前頭12枚目 5–4 1引分            | 西前頭5枚目 6–4 ★             |
| 1914年 （大正3年） | 西小結 3–6–1                      | 東前頭5枚目 3–7               |
| 1915年 （大正4年） | 東前頭14枚目 6–2–2                | 東前頭4枚目 0–6–4             |
| 1916年 （大正5年） | 東前頭17枚目 6–4                  | 東前頭8枚目 1–9               |
| 1917年 （大正6年） | 西前頭12枚目 引退 0–0–10          | x                             |
| 各欄の数字は、「勝ち-負け-休場」を示す。 優勝 引退 休場 十両 幕下 三賞：敢=敢闘賞、殊=殊勲賞、技=技能賞 その他：★=金星 番付階級：幕内 - 十両 - 幕下 - 三段目 - 序二段 - 序ノ口 幕内序列：横綱 - 大関 - 関脇 - 小結 - 前頭（「#数字」は各位内の序列） |                                   |                               |

- 幕下以下の地位は小島貞二コレクションの番付実物画像による。また当時の幕下以下の星取や勝敗数等の記録については2024年現在相撲レファレンス等のデータベースに登録がないため、幕下以下の勝敗数等は暫定的に対十両戦の分のみを示す。

## 改名
- 長濱（ながはま）
- 長ノ濱（ながのはま） 1903年5月場所
- 近江冨士 福太郎（おおみふじ ふくたろう）1904年1月場所 - 1905年1月場所
- 相生 唯五郎 (あいおい ただごろう) 1905年5月場所
- 近江冨士 初治郎（おおみふじ はつじろう）1906年1月場所 - 1912年1月場所
- 近江冨士 初太郎（おおみふじ はつたろう）1912年5月場所
- 近江冨士 初治郎（おおみふじ はつじろう）1913年1月場所 - 1913年5月場所
- 近江冨士 初太郎（おおみふじ はつたろう）1914年1月場所 - 1917年1月場所
  - 下の名前を初次郎とした時期もある[2]。